# Melissa Marr
Melissa Marr är en amerikansk författare, bosatt i Washington, D.C som är mest känd för sina ungdomsböcker i fantasystil. Den första bär titeln Mer än ögat ser.